# 维克托·诺金

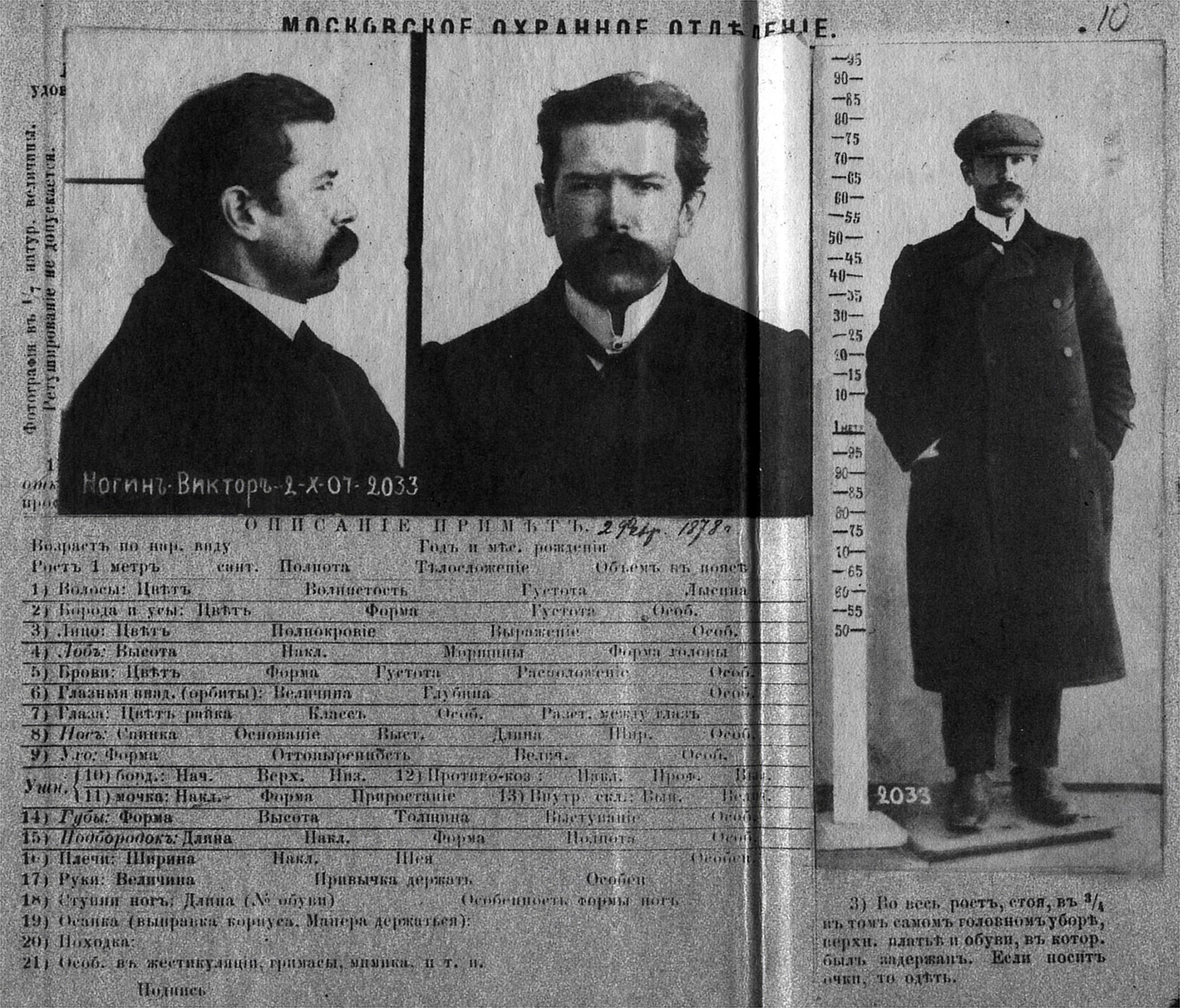
1907年，诺金在警察局的档案

维克托·帕夫洛維奇·诺金（羅馬化：Viktor Pavlovich Nogin；1878年2月14日—1924年5月22日），俄國布尔什维克革命家、政治家与经济学家。他在苏共党和政府内担任过多个重要职务，包括莫斯科军事革命委员会主席、莫斯科苏维埃执行委员会主席团主席；并曾任第一届苏俄人民委员会成员、第一届苏维埃政府委员以及贸易与工业人民委员等职位。